# 強迫生育
強迫生育，或稱強迫繁殖，是以強制手段迫使婦女生育的方式，与其对立的则是生育自由。
在現代社會，強迫生育通常以人口販賣、誘拐、非法禁錮、並伴著強迫婚姻進行。現代著名的案例包括有徐州八孩母親事件、 榆林鐵籠女事件等等。

## 電影紀實
現代強迫生育的情況，也被人拍成電影，讓公眾理解更多。著名的強迫生育電影包括有《盲山》、《嫁給大山的女人》等等。